# プッシング・ザ・センシズ
プッシング・ザ・センシズ(Pushing The Senses)は、イギリスのロックバンド、フィーダーの5枚目のアルバム。2005年4月20日発売。
このアルバムから、前作「コンフォート・イン・サウンド」までサポートとして活躍していた、元スカンク・アナンシーのドラマーであり、以前から親交があったマーク・リチャードソンが正式なメンバーとなった。前作の悲しみを乗り越えて、「Feeling A Moment」「Tumble And Fall」などに代表される、メロディーの美しさをより追求した楽曲が特徴となっている。

## 収録曲
1. フィーリング・ア・モーメント(Feeling A Moment)
2. ビター・グラス(Bitter Glass)
3. タンブル・アンド・フォール(Tumble And Fall)
この曲にはトラヴィスのフランとダギーがコーラスで参加している。たまたま同じスタジオでレコーディングしていた彼らを誘ったという。
4. テンダー(Tender)
5. プッシング・ザ・センシズ(Pushing The Senses)
6. フリクエンシー(Frequency)
7. モーニング・ライフ(Morning Life)
8. ピルグリム・ソウル(Pilgrim Soul)
9. ペイン・オン・ペイン(Pain On Pain)
10. ダヴ・グレイ・サンド(Dove Grey Sands)
11. シャッター(Shatter)（日本盤ボーナストラック）
12. ビクトリア(Victoria)（日本盤ボーナストラック）

## 備考
- 「Shatter」は「グランツーリスモ4」のBGMとして使用されている。